# Kirrikallio (ö i Satakunta)
Kirrikallio är en ö i Finland. Den ligger i sjön Niemijärvi och i kommunen Siikais i den ekonomiska regionen  Norra Satakunta ekonomiska region  och landskapet Satakunta, i den sydvästra delen av landet, 250 km nordväst om huvudstaden Helsingfors. Öns area är 3,5 hektar och dess största längd är 280 meter i nord-sydlig riktning.